# Lijst van voetbalinterlands Albanië - Polen (vrouwen)
Deze lijst van voetbalinterlands is een overzicht van alle officiële voetbalwedstrijden tussen de nationale vrouwenteams van Albanië en Polen. De landen hebben tot nu toe vier keer tegen elkaar gespeeld.

## Wedstrijden
| № | Plaats    | Datum            | Competitie           | Wedstrijd       | Uitslag |
| - | --------- | ---------------- | -------------------- | --------------- | ------- |
| 1 | Shkodër   | 24 november 2017 | WK 2019 kwalificatie | Albanië − Polen | 1 − 4   |
| 2 | Włocławek | 6 april 2018     | WK 2019 kwalificatie | Polen − Albanië | 1 − 1   |
| 3 | Tychy     | 26 oktober 2021  | WK 2023 kwalificatie | Polen − Albanië | 2 − 0   |
| 4 | Elbasan   | 1 september 2022 | WK 2023 kwalificatie | Albanië − Polen | 1 − 2   |

## Samenvatting
| Competitie      | Totaal gespeeld | Winst Albanië | Gelijk | Winst Polen | Doelsaldo Albanië – Polen |
| --------------- | --------------- | ------------- | ------ | ----------- | ------------------------- |
| WK kwalificatie | 4               | 0             | 1      | 3           | 3 − 9                     |
| Totaal          | 4               | 0             | 1      | 3           | 3 − 9                     |